# Anne Flindt

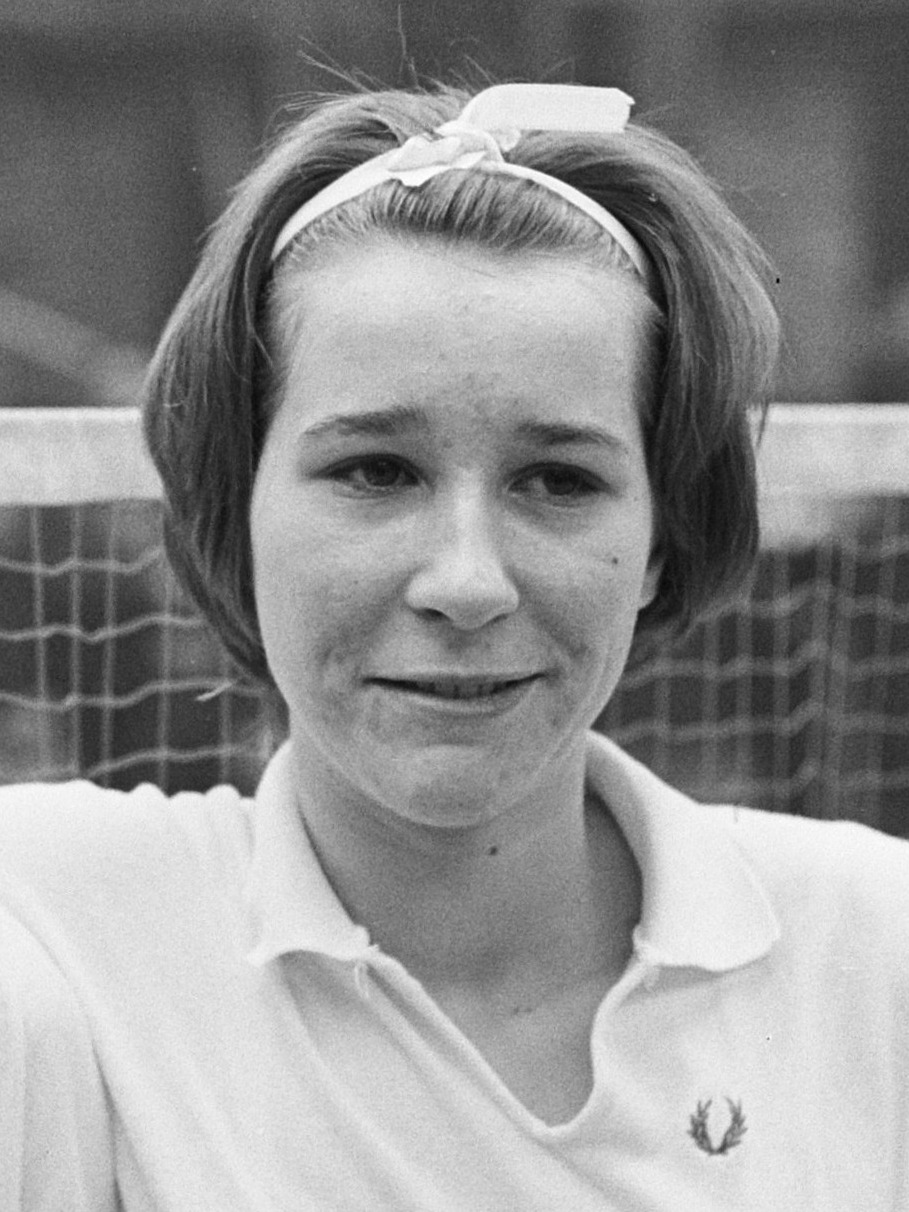
Anne Flindt (1963)

Anne Flindt Christiansen Nørgaard (* 1. Februar 1943; † 14. März 2023) war eine dänische Badmintonspielerin. Sie schlug für den Badmintonverein Københavns BK auf.

## Karriere
1963 gewann sie zwei Titel bei den Dutch Open und siegte erstmals bei den nationalen Einzelmeisterschaften. 1964 siegte sie bei den Swedish Open. Bei der Europameisterschaft 1968 holte sie sich Bronze im Doppel mit Bente Sørensen und im Mixed mit Klaus Kaagaard. Im gleichen Jahr siegte sie auch bei den Nordischen Meisterschaften. Die German Open gestaltete sie 1969, 1971 und 1972 siegreich. Im letztgenannten Jahr erkämpfte sie sich noch einmal Bronze bei der EM im Doppel mit Pernille Kaagaard.

## Sportliche Erfolge
| Saison    | Veranstaltung                                    | Disziplin   | Platz | Name                                             |
| --------- | ------------------------------------------------ | ----------- | ----- | ------------------------------------------------ |
| 1958/1959 | Dänemark: Einzelmeisterschaften der Junioren U17 | Dameneinzel | 1     | Anne Flindt Nielsen, KBK                         |
| 1962/1963 | Dänemark: Einzelmeisterschaften                  | Mixed       | 1     | Finn Kobberø / Anne Flindt, Københavns BK        |
| 1963      | Dutch Open                                       | Mixed       | 1     | Hans Henrik Svendsen / Anne Flindt               |
| 1963      | Dutch Open                                       | Damendoppel | 1     | Bente Flindt / Anne Flindt                       |
| 1964      | Swedish Open                                     | Mixed       | 1     | Finn Kobberø / Anne Flindt                       |
| 1967/1968 | Dänemark: Einzelmeisterschaften                  | Damendoppel | 1     | Anne Flindt / Bente Flindt Sørensen, Gentofte BK |
| 1968      | Europameisterschaft                              | Mixed       | 3     | Klaus Kaagaard / Anne Flindt                     |
| 1968      | Europameisterschaft                              | Damendoppel | 3     | Anne Flindt / Bente Sørensen                     |
| 1968      | Nordische Meisterschaften                        | Damendoppel | 1     | Anne Flindt / Pernille Mølgaard Hansen           |
| 1969      | German Open                                      | Damendoppel | 1     | Anne Flindt / Pernille Mølgaard Hansen           |
| 1969      | Nordische Meisterschaften                        | Damendoppel | 1     | Anne Flindt / Pernille Mølgaard Hansen           |
| 1969      | German Open                                      | Dameneinzel | 1     | Anne Flindt                                      |
| 1970      | Norwegian International                          | Damendoppel | 1     | Anne Flindt / Pernille Kaagaard                  |
| 1970      | Nordische Meisterschaften                        | Damendoppel | 1     | Anne Flindt / Pernille Kaagaard                  |
| 1971      | German Open                                      | Damendoppel | 1     | Anne Flindt / Pernille Kaagaard                  |
| 1971      | Nordische Meisterschaften                        | Damendoppel | 1     | Anne Flindt / Pernille Kaagaard                  |
| 1971/1972 | Dänemark: Einzelmeisterschaften                  | Damendoppel | 1     | Pernille Kaagaard / Anne Flindt, Gentofte BK     |
| 1972      | Europameisterschaft                              | Damendoppel | 3     | Anne Flindt / Pernille Kaagaard                  |
| 1972      | Norwegian International                          | Damendoppel | 1     | Anne Flindt / Pernille Kaagaard                  |
| 1972      | German Open                                      | Damendoppel | 1     | Anne Flindt / Pernille Kaagaard                  |